# MetaTrader 4
MetaTrader 4, također poznat kao MT4, je platforma za e-trgovinu koju koriste u velikoj mjeri online trgovci. Programer je tvrtka MetaQuotes Software.
Softver se sastoji od klijentskih i poslužiteljskih komponenti. Poslužiteljskom komponentom upravlja broker, a klijentski softver je dostupan brokerovim klijentima koji ga koriste za pregled cijena i grafikona u stvarnom vremenu, naručivanje i upravljanje svojim računima.
Klijent je aplikacija temeljena na sustavu Microsoft Windows. Iako ne postoji službena verzija MetaTrader 4 za Mac OS, neki brokeri pružaju vlastite MT4 razvijene varijante za Mac OS.
MetaTrader 4 je usmjeren na trgovanje marginama. Neke velike brokerske tvrtke koriste MetaTrader 4 za trgovanje CFD-om, ali još uvijek nije namijenjen za stalni rad na burzi:
- nema mogućnosti staviti vlastitu ponudu na tržištu kako bi drugi trgovci mogli vidjeti ;
- nema načina gledanja popisa postojećih ponuda na tržištu;
- nema mehanizama za rad s opcijama;
- ne postoji način za povezivanje dodatnog izvora kotacija i vijesti;
- nema mehanizama za rad u nacionalnoj valuti (izvješće na klijentskom terminalu formira sw uvijek na engleskom jeziku s naznakom USD kao valute).

MetaTrader 4 je postao popularan zbog prilagođene mogućnosti pisanja vlastitih skripti za trgovanje i robota koji bi mogli automatizirati trgovanje.
MetaTrader 4 može koristiti prilagođene indikatore i trgovinske programe za automatizaciju trgovanja.
Prema istraživanju iz rujna 2019., je bila MetaTrader 4 najpopularnija platforma za trgovanje na Forexu na svijetu.